# 乌利德莫林斯
乌利德莫林斯，是西班牙加泰罗尼亚塔拉戈纳省的一个市镇。总面积38平方公里，总人口495人（2001年），人口密度13人/平方公里。